# 泣かないでMY LOVE
「泣かないでMY LOVE」（なかないでマイ・ラヴ）は1982年3月21日に発売されたAlfee12枚目のシングル。

## 概要説
アルバム『doubt,』からの先行シングル。
表題曲がオリジナルアルバムに収録されるのは、「無言劇」以来5作振り。
「宛先のない手紙」以来2作振りの坂崎メイン・ヴォーカル。
「冬将軍」以来、2年半振りに日曜日に発売されたシングルであるが、2021年時点で日曜日に発売されたアルフィーのシングルは本作が最後である。
ジャケットは「泣かないでMY LOVE」と合わせて「DON'T CRY MY LOVE」と英語表記されている。
1992年「Promised Love -THE ALFEE BALLAD SELECTION-」にて新アレンジ新録音ヴァージョンが収録された。
最も特徴的な変更として、サビの掛け合いがオリジナルではメインヴォーカルの坂崎が先行し、コーラスの2人が追う形に対して、新アレンジ版では2人のコーラスが先行し、その後をメインの坂崎が追って歌う形に変更されている。

## 収録曲
1. 泣かないでMY LOVE
  - 作詞・作曲：高見沢俊彦、編曲：井上鑑
2. モーニング・コールでラスト・キッス
  - 作詞・作曲：高見沢俊彦、編曲：井上鑑

## 収録作品
- doubt,（#1）
- BEST HIT アルフィー全曲集（#1）
- ALFEE A面 コレクション（#1）
- ALFEE B面 コレクション（#2）
- ALFEE ベスト20（#1）
- ALFEE 4WAY STORY（#1）
- アルフィーA面コレクション スペシャル（#1）
- アルフィーB面コレクション スペシャル（#2）
- Promised Love -THE ALFEE BALLAD SELECTION-（#1、新録）
- THE ALFEE SINGLE HISTORY VOL.I 1979-1982（#1,2）
- THE ALFEE 單曲全集一（#1）
- THE ALFEE EMOTIONAL LOVE SONGS（#1、『Promised Love』ヴァージョン）

## カタログ
- EP：7A 0163
- CD：S10A 0120（1988年6月21日発売）